# Show People
Show People is een Amerikaanse stomme film uit 1928 onder regie van King Vidor. De film is gebaseerd op Gloria Swanson. James Murray zou eigenlijk de rol van Billy Boone vertolken. Echter, door zijn depressie en verslaving aan alcohol was hij niet onbeschikbaar.

## Verhaal
Peggy Pepper woont in Georgia maar verhuist naar Hollywood in de hoop om het hier te maken. Billy Boone helpt haar aan een rol in een slapstickcomedy. Peggy wordt al gauw een ster en wil nu meer serieuze films maken. Hier leert ze Andre Telefair kennen. Hij doet zich voor als een graaf en wordt al gauw een rolmodel voor Peggy. Peggy verandert al gauw in een snob en laat Billy vallen. Dit heeft ook een negatief effect op haar fans. Billy probeert in actie te komen als hij hoort dat Peggy en Andre gaan trouwen.

## Rolverdeling
| Acteur            | Personage                        |
| ----------------- | -------------------------------- |
| Marion Davies     | Peggy Pepper                     |
| William Haines    | Billy Boone                      |
| Dell Henderson    | General Marmaduke Oldfish Pepper |
| Paul Ralli        | Andre Telefair                   |
| C. Aubrey Smith   | Extra                            |
| Charles Chaplin   | Cameo                            |
| Douglas Fairbanks | Cameo                            |
| John Gilbert      | Cameo                            |
| William S. Hart   | Cameo                            |
| Renée Adorée      | Cameo                            |
| Bess Flowers      | Cameo                            |
| Mae Murray        | Cameo                            |
| Norma Talmadge    | Cameo                            |
| Estelle Taylor    | Cameo                            |
| Claire Windsor    | Cameo                            |